# Дембиця (Пижицький повіт)
Дембиця (пол. Dębica) — село в Польщі, у гміні Варниці Пижицького повіту Західнопоморського воєводства.
Населення — 138 осіб (2011).
У 1975-1998 роках село належало до Щецинського воєводства.

## Демографія
Демографічна структура станом на 31 березня 2011 року:
|          | Загалом | Допрацездатний вік | Працездатний вік | Постпрацездатний вік |
| -------- | ------- | ------------------ | ---------------- | -------------------- |
| Чоловіки | 76      | 18                 | 55               | 3                    |
| Жінки    | 62      | 13                 | 40               | 9                    |
| Разом    | 138     | 31                 | 95               | 12                   |